# Suša (gmina Ig)
Suša – wieś w Słowenii, w gminie Ig. W 2018 roku liczyła 27 mieszkańców.